# Liste der Monuments historiques in Art-sur-Meurthe
Die Liste der Monuments historiques in Art-sur-Meurthe führt die Monuments historiques in der französischen Gemeinde Art-sur-Meurthe auf.

## Liste der Immobilien
| Bezeichnung                         | Beschreibung                                              | Standort                                 | Kennzeichnung | Schutzstatus | Datum | Bild           |
| ----------------------------------- | --------------------------------------------------------- | ---------------------------------------- | ------------- | ------------ | ----- | -------------- |
| Torkapelle der Kartause Bosserville | von 1685 bis 1687 erbaut, mit Ausmalung der Erbauungszeit | Bosserville, 2 allée du Séminaire (Lage) | PA00125521    | Classé       | 1997  |                |
| Kartause Bosserville                | ab 1666 erbaut, Kirche 1731 fertiggestellt                | Bosserville, allée du Séminaire (Lage)   | PA00105991    | Classé       | 1948  | weitere Bilder |

## Liste der Objekte
| Bezeichnung                                    | Beschreibung                                                      | Standort                                              | Kennzeichnung | Schutzstatus | Datum | Bild |
| ---------------------------------------------- | ----------------------------------------------------------------- | ----------------------------------------------------- | ------------- | ------------ | ----- | ---- |
| Skulptur Heiliger Nikolaus                     | Holz, farbig gefasst, erste Hälfte des 18. Jahrhunderts           | Bosserville, in der Kartause (Lage)                   | PM54000018    | Classé       | 1972  |      |
| Weihrauchfass                                  | Kupfer, 17. Jahrhundert                                           | Bosserville, in der Kirche St-Rémy (Lage)             | PM54000017    | Classé       | 1966  |      |
| Skulptur Heiliger Anianus                      | Stein, Anfang des 15. Jahrhunderts                                | Art-sur-Meurthe, außen an der Kirche St-Aignan (Lage) | PM54000013    | Classé       | 1969  |      |
| Taufbecken                                     | mit Deckel; Stein, Kupfer, 1551                                   | Art-sur-Meurthe, in der Kirche St-Aignan (Lage)       | PM54001354    | Inscrit      | 1996  |      |
| Skulptur Madonna mit Kind                      | Fayence, 19. Jahrhundert                                          | Art-sur-Meurthe, in der Kirche St-Aignan (Lage)       | PM54000012    | Classé       | 1966  |      |
| Altarkreuz und sechs Altarleuchter             | Kupfer, vergoldet, Mitte des 18. Jahrhunderts                     | Bosserville, in der Kirche St-Rémy (Lage)             | PM54000015    | Classé       | 1966  |      |
| Hauptaltar                                     | Holz, farbig gefasst und vergoldet, um 1720                       | Bosserville, in der Kirche St-Rémy (Lage)             | PM54000014    | Classé       | 1966  |      |
| Kelch                                          | Silber, vergoldet, 18. und 19. Jahrhundert                        | Bosserville, in der Kirche St-Rémy (Lage)             | PM54000016    | Classé       | 1966  |      |
| Skulptur Der heilige Josef trägt das Jesuskind | Terrakotta, kalkstein, 18. Jahrhundert von Lambert Sigisbert Adam | Bosserville, in der Kartause (Lage)                   | PM54001043    | Classé       | 1991  |      |